# Myrmecozela parnassiella
Myrmecozela parnassiella är en fjärilsart som beskrevs av Hans Rebel 1915. Myrmecozela parnassiella ingår i släktet Myrmecozela och familjen äkta malar.
Artens utbredningsområde är Grekland. Inga underarter finns listade i Catalogue of Life.